# Bec d'Oie (manzana)
Bec d'Oie es el nombre de una variedad cultivar de manzano (Malus domestica). 
Un híbrido oriundo del departamento francés de Cher. Recibido por el "National Fruit Trials" (Probatorio Nacional de Fruta) del Reino Unido desde Francia, registrado en 1947. Los frutos tienen pulpa firme y fina con un sabor bastante dulce.

## Sinonimia
- "Bec d Oie du Cher",
- "Be d'Oie",
- "Bedouais".

## Historia
'Bec d'Oie' es una variedad de manzana, híbrido de parentales desconocidos. Oriundo del departamento francés de Cher. Recibido por el "National Fruit Trials" (Probatorio Nacional de Fruta) del Reino Unido desde Francia, registrado en 1947.
'Bec d'Oie' se cultiva en la National Fruit Collection (Colección Nacional de Fruta) del Reino Unido con el número de accesión: 1948-774 y Nombre de la Accesión: Bec d'Oie (Cher).

## Características

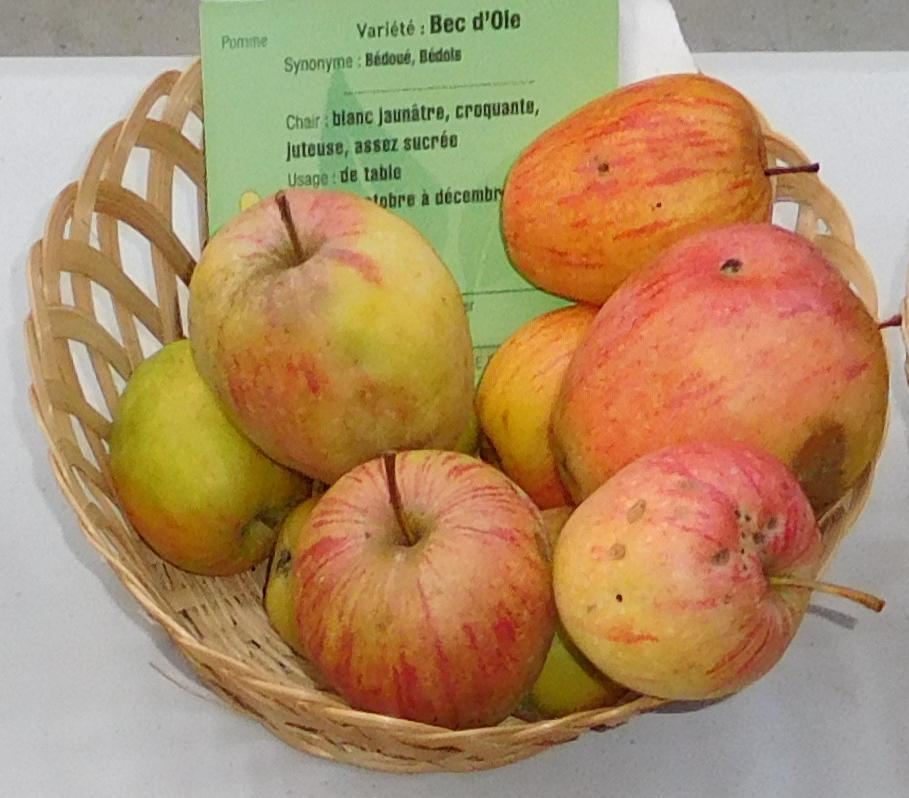
Fiesta de las frutas, Cesta con manzanas Bec d'Oie

'Bec d'Oie' árbol de extensión erguida, de vigor moderadamente vigoroso, portador de espuela. Tiene un tiempo de floración que comienza a partir del 7 de mayo con el 10% de floración, para el 17 de mayo tiene una floración completa (80%), y para el 20 de mayo tiene un 90% caída de pétalos. Presenta vecería. Se desarrolla bien en climas secos y fríos.
'Bec d'Oie' tiene una talla de fruto medio; forma estrecha cónica más ancha en el lado del pedúnculo, con altura de 67.00mm, y con anchura de 65.00mm; con nervaduras débiles; epidermis lisa con color de fondo verde amarillo, con un sobre color rojo anaranjado, importancia del sobre color bajo, y patrón del sobre color rayas / moteado presentando la piel un lavado rojo en la cara expuesta al sol, con lenticelas grandes, "russeting" (pardeamiento áspero superficial que presentan algunas variedades) muy bajo; cáliz mediano, parcialmente abierto y colocado en una cuenca estrecha y poco profunda; pedúnculo muy largo y delgado, colocado en una cavidad medianamente profunda y medianamente ancha; carne es de color crema blanco. Muy jugoso y dulce con un marcado sabor a frambuesa.
Listo para cosechar a principios de octubre. Almacenamiento hasta febrero. No muy sensible a las enfermedades.

## Usos
Diseñado como una manzana fresca para comer.

## Ploidismo
Diploide, aunque es autofértil, sin embargo mejora con el polen del Grupo de polinización: D, Día 12.